# Edna Elias
Edna Elias (née vers 1955) est une femme politique canadienne originaire de Kugluktuk, au Nunavut. Elle est la quatrième commissaire du Nunavut du 12 mai 2010 au 11 mai 2015,,.

## Biographie
Elias a enseigné à Arctic Bay, a travaillé pour Nunavut Tunngavik Incorporated à Ikaluktutiak, a été directrice de l'école primaire Jimmy Hikok Ilihakvik ainsi que maire de Kugluktuk,,. Avant la division des Territoires du Nord-Ouest en 1999, elle dirige le Department of Culture and Employment's language bureau.